# Вртоглавіца
Вртогла́віца (словен. Vrtoglavica Jama — «печера запаморочення») — печера у Юлійських Альпах, карстовий масив гори Канін. Розташована на території Словенії, неподалік від кордону з Італією). 
Печеру відкрито спільною словенсько-італійською групою спелеологів в 1996 році. Глибина печери 643 м.
У печері міститься найглибший у світі карстовий колодязь, його глибина становить 603 м. В печері розташований один з найбільших у світі підземних водоспадів, його висота становить 400—440 м.